# Gymnasium (Sverige)
Denna artikel handlar om svenska gymnasier före 1971. För den nutida skolformen i Sverige, se Gymnasieskola. För etymologi och om gymnasieskolor i olika delar av världen, se Gymnasium.

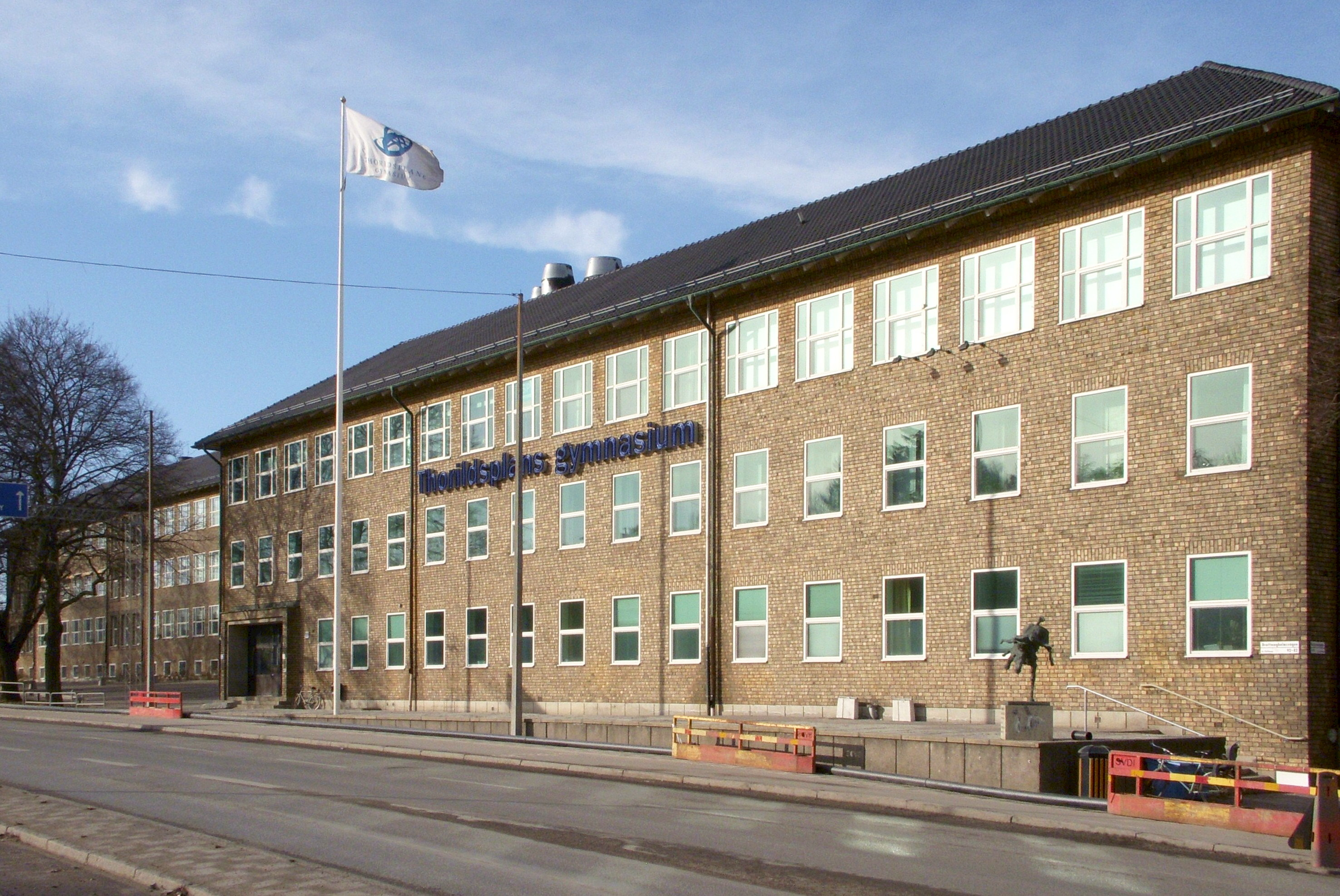
Thorildsplans gymnasium i Stockholm

Gymnasium var en sekundärutbildning som fanns i Sverige från 1600-talets början och fram till 1971, då den reformerades till gymnasieskola genom Lgy 70, som slog samman gymnasiet med fackskola och yrkesskola. De sista studentexamen i Sverige avlades år 1968. Detta var sista året som studentexamen genomfördes med de gamla reglerna, inklusive muntliga och skriftliga prov och censorer, för att sedan ersättas med centrala prov och slutbetyg från gymnasiet, enligt Institutet för språk och folkminnen och Lärarnas Historia. 

## Historik

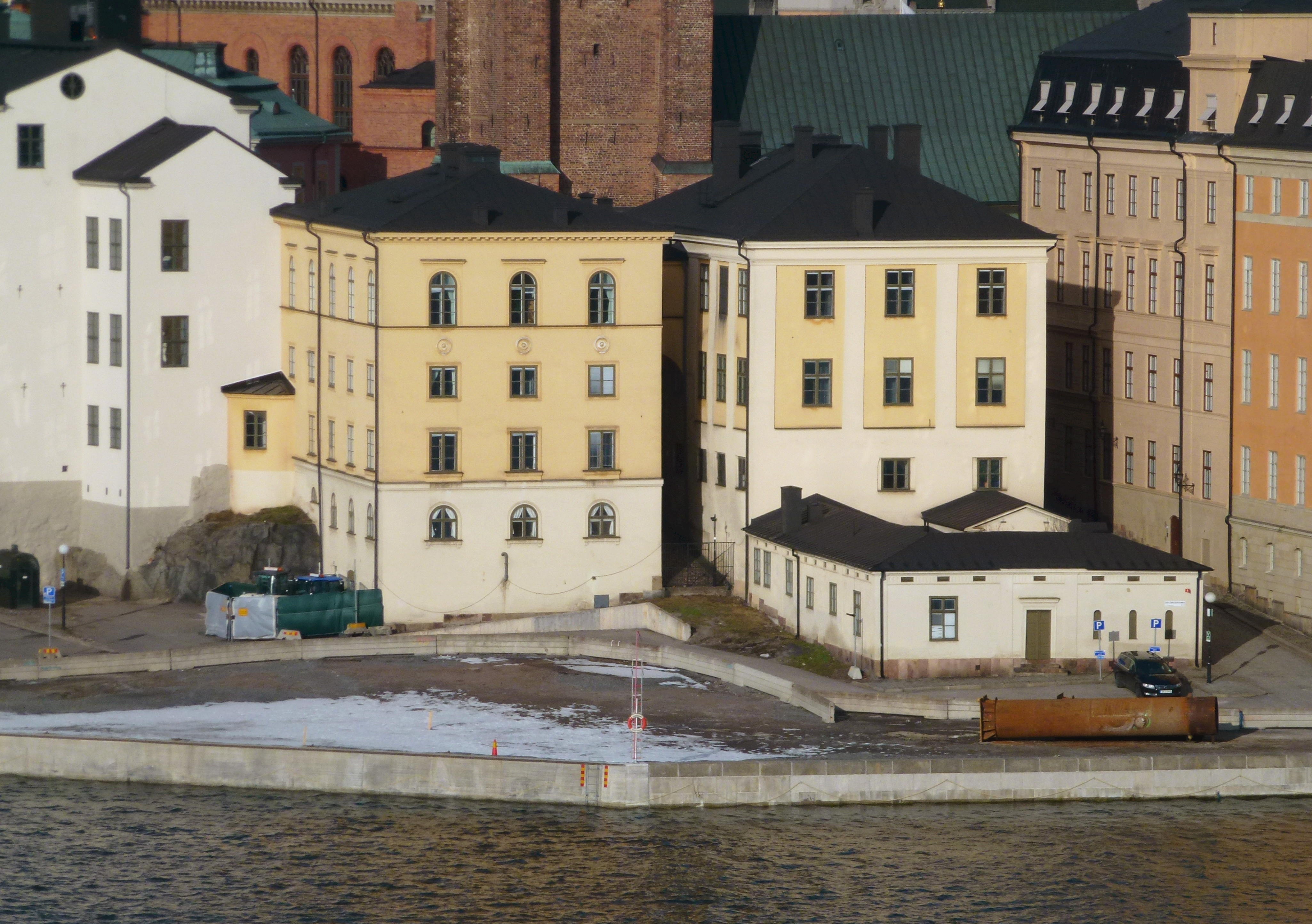
Stockholms gymnasium från 1640.

De första svenska gymnasierna öppnade från 1620-talet och framåt i stiftsstäderna genom att bredda de gamla domskolornas program. Det äldsta gymnasiet i Sverige, Rudbeckianska gymnasiet i Västerås, instiftades år 1623 av biskopen Johannes Rudbeckius. Först i 1649-års skolordning avgränsades huvuduppgifterna i gymnasiet. Undervisningsväsendet delades upp i tre stadier i denna skolordning, dessa var trivialskolor (av latinets trivium, som betyder utbildning), gymnasier (av grekiskans gymnos, naken, som i ordet gymnastik) och akademier (universitet).
Trivialskolor var en skolform med lägre lärdoms- och latinskola som erbjöd primärutbildning för ungdomar i trivium. I gymnasiet idag betyder trivium de tre grundläggande konsterna eller ämnena i klassisk utbildning, nämligen grammatik (Läran om språkets struktur och regler, inklusive ordklasser, meningsbyggnad och stavning), retorik (Konsten att tala och skriva övertygande, att presentera idéer på ett klart och effektivt sätt) och logik (även kallad dialektik) (Konsten att tänka korrekt, identifiera giltiga argument och undvika felaktiga slutsatser). Dessa ämnen ansågs vara grundläggande för att lära sig att tänka klart, uttrycka sig väl och förstå komplexa idéer. Skolformen fanns på 1600-talet och levde kvar fram till 1905, då den ersattes med realskola. I trivialskolan var utbildningen i ämnena grammatik, retorik och dialektik (logik). Ett gymnasium var i antikens Grekland en institution för kroppslig träning, och i vissa språk används ordet fortfarande i denna betydelse. 
I flera språk är gymnasium en institution för universitetsförberedande sekundärutbildning, efter avslutad grundskola. Trivium var i den medeltida skolan den lägre delen av de sju fria konsterna, följt av kvadrivium (aritmetik, geometri, astronomi och musik). Triviumet ansågs vara grundläggande för all högre utbildning och förberedde eleverna för att studera mer avancerade ämnen. Triviumets betydelse idag: Även om trivium inte längre är en formell del av gymnasieplanen i Sverige, kan man se en renässans för dessa ämnen och metoder inom bland annat friskolor och hemundervisning, samt inom universitetsutbildningar som Liberal Arts. Triviumets fokus på att utveckla grundläggande färdigheter i språk, tänkande och kommunikation är fortfarande relevant och värdefullt i dagens samhälle.
I Finland, som var svenskt fram till 1809, startades ett gymnasium 1641 i Viborg.  I Skåne under det danska väldet inrättades ett gymnasium i Malmö 1529, dock avvecklat 1537, och ett i Lund 1620, som omvandlades 1668 till Lunds universitet. Vidare i Sverige inrättades gymnasier i Strängnäs 1626, Linköping 1627, Åbo 1628 som dock omvandlades till universitet 1640, och Tallinn 1631. I Stockholm startades det första gymnasiet 1640. Gymnasiet flyttades dock 1668 till Gävle då man ansåg gymnasiet som överflödigt eftersom man saknade elever. I Göteborg saknades istället lärare och undervisningen kom inte igång förrän 1648. Skaras gymnasium går tillbaka till 1641, Växjös 1643 och Härnösands 1648. Stockholms nya gymnasium invigdes 1821.
Under Karl XI:s regering tillkom nya gymnasier i Kalmar och Karlstad.

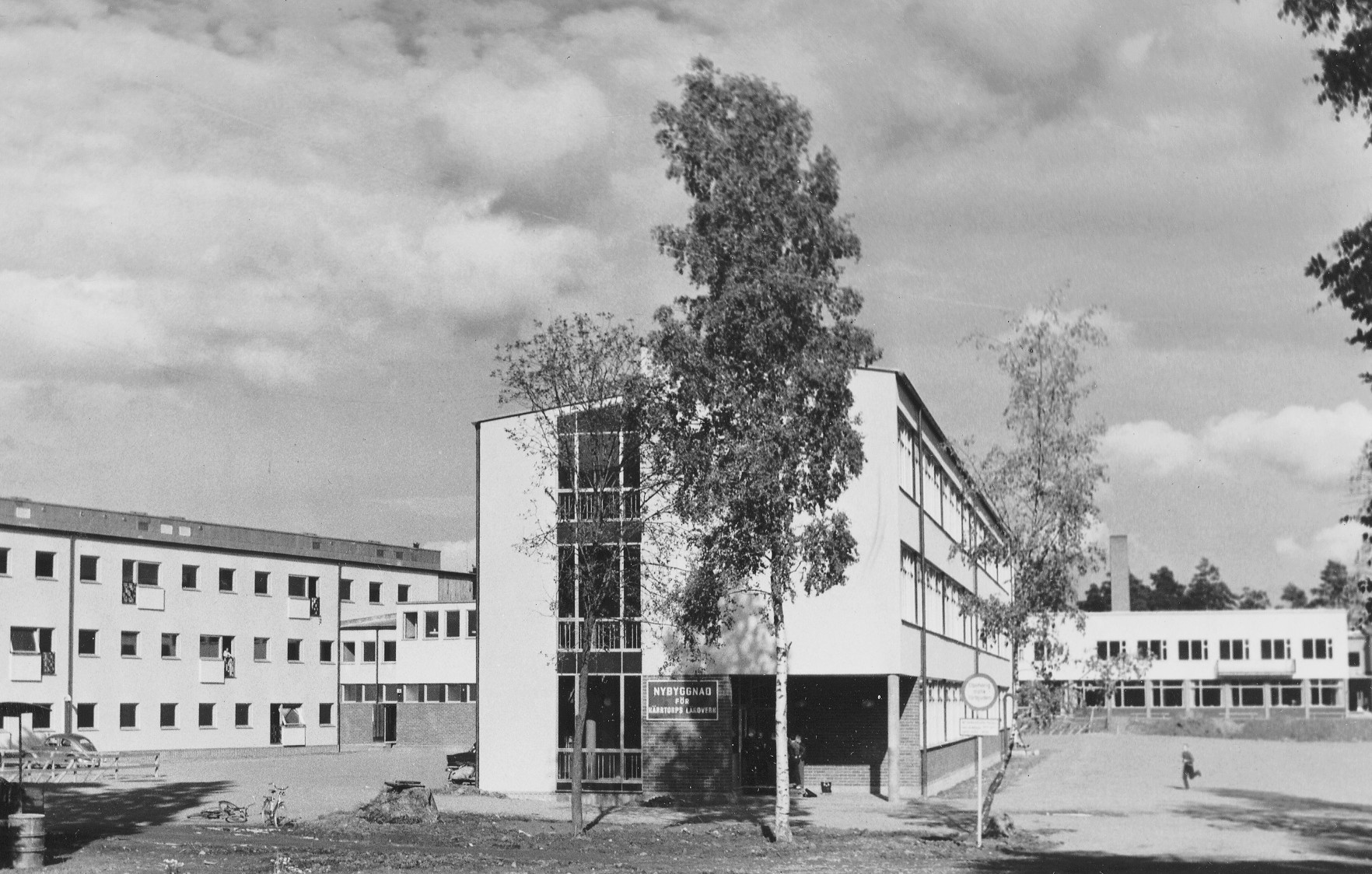
Kärrtorps gymnasium 1957.

Den första skolordningen som inför gymnasiestudier i Sverige härstammar från 1649. Gymnasiet försvann i 1856 års skolreform då de slogs samman med elementarläroverken. Dessa fanns i Sverige mellan 1849 och 1878, varefter de ersattes av de högre allmänna läroverken. Dessa var en beteckning på gymnasier där man avlade studentexamen. Under denna period växte privata och enskilda läroverk fram som kunde erbjuda studentexamen, som Lundsberg, Fjellstedtska skolan, Lunds privata elementarskola, Sigtunastiftelsens Humanistiska Läroverk (SHL) (grundad 1926) och Sigtunaskolan (SS) (grundad 1924), dessa båda skolor bildades 1980 genom sammanslagning av Sigtunastiftelsens Humanistiska Läroverk (SHL) och Sigtunaskolan (SS) till Sigtunaskolan Humanistiska Läroverket och Solbacka läroverk.

### Läroverken
Gymnasieskolan skulle delas upp i två parallella utbildningsvägar, en klassisk (latinlinjen) och en modern (reallinjen), enligt ett utredningsförslag från 1828. Förslaget genomfördes dock först 1849, då gymnasiet delades i två lika långa studievägar, som förenades inom ett läroverk. Huvudlinjen blev den klassiska linjen och den moderna linjen blev en dispenslinje. I 1856 års läroverksstadga försvann denna åtskillnad och därmed fick gymnasiet både en latinlinje och en reallinje. Läroverket som då bildades 1849 skulle ha en studentexamen som slutmål. Mellan åren 1878 och 1905 kallades studentexamen för mogenhetsexamen. Läroverken indelades i ett högre läroverk med nioårig studiegång fram till slutexamen, enligt läroverksstadgan från 1878. Likaså infördes ett lägre läroverk med tre eller fem årskurser utan slutexamen. I 1905-års läroverksstadga indelades läroverken i ett lägre sexårigt stadium kallat realskola och ett högre fyraårigt stadium kallat gymnasium, då allt fler valde det lägre läroverket utan slutexamen. Realskolan fick en realskolexamem, som efter 1928 enbart kallades realexamen. Gymnasiet byggde på realskolans femte klass och fick studentexamen som slutmål.
Under perioden 1905 till 1972 benämndes många av de skolor med de frivilliga skolformerna, realskola och gymnasium tillsammans för  läroverk. Läroverken delades 1905 i realskola och gymnasium, där realskolan utgjorde de första åren.
Ett läroverk var en typ av högre läroanstalt i Sverige, särskilt under 1800-talet och fram till 1960-talet, som förberedde elever för universitetsstudier. Läroverken var indelade i en realskola och ett gymnasium. De hade en stark betoning på klassiska ämnen som latin, grekiska och hebreiska, men även moderna ämnen som svenska, matematik och naturvetenskap ingick. Läroverken hade hög status och var ofta förbehållna elever från välbärgade familjer. Studentexamen togs på gymnasiet och den gav rätt till universitetsstudier. 
Till studier vid läroverken fick år 1905 även flickor tillträde, till en början hade de tillträde endast i realskolan. Men på 1920-talet började flickor att antas även till gymnasiet, men först i 1928-års läroverksstadga blev detta allmänt. Fyraåriga kommunala mellanskolor inrättades även från år 1905. De fyraåriga kommunala mellanskolorna byggde på klass 6 i folkskolan och ledde till realexamen. De kommunala mellanskolorna var berättigade till statsbidrag, och från 1944 omvandlades flera av dem till statliga samrealskolor. En samrealskola var en typ av realskola som fanns i Sverige under en period. Den var en sekundärskola som gav utbildning fram till realskoleexamen, vilket motsvarar ungefär dagens grundskolas högre årskurser. Ordet "sam" i samrealskola syftar på att skolan var gemensam för både flickor och pojkar, till skillnad från tidigare skolor, som kunde vara könsuppdelade. Den kommunala mellanskolan var en frivillig skolform i Sverige åren 1909-1952 som motsvarade de statliga realskolorna genom att de ledde till realexamen och fungerade som ett stadium mellan folkskola och gymnasium. De kommunala mellanskolorna/realskolorna avskaffades efter 1950, då införandet av nioårig försöksskola/grundskola påbörjats, de sista kommunala mellanskolorna/realskolorna avskaffades 1972. Tekniska skolor på gymnasial nivå inrättades från 1918. Dessa skolor bildade det tekniska läroverket och hade såväl ett treårig tekniskt gymnasium som en tvåårig teknisk elementarkurs.
Kraven på att folkskolan skulle bli en bas, en så kallad bottenskola, för vidare studier vid läroverk växte efter att folkskolan inrättats 1842. År 1895 blev det efter riksdagsbeslut blev tre fullgjorda folkskoleår grund för läroverksstudier. På gymnasiet infördes även en allmän linje år 1949. Tidigare betydde "allmän linje" på gymnasiet, eller mer korrekt, en allmän kurs på gymnasial nivå, var en utbildning på folkhögskola som gav grundläggande behörighet för vidare studier på högskola eller yrkeshögskola. Den var ett alternativ för de som inte hade slutfört gymnasiet eller som ville komplettera sina betyg för att få behörighet.

### Abiturient
En abiturient var en elev i det gamla svenska gymnasiet som skulle avlägga studentexamen, det vill säga, en avgångselev. Ordet används inte längre i Sverige sedan studentexamen avskaffades 1968, men lever kvar i traditioner som abiturientmössan. I Finland används dock begreppet "abiturient" fortfarande. Innan 1968 var studentexamen ett examensprov som avlades vid svenska läroverk. Genom att klara detta prov fick man behörighet att studera vid universitet eller högskola. Ordet abiturient är latinets "abiturientus" och betyder "en som önskar avgå". I Sverige betecknade det alltså en elev i avgångsklassen, en som skulle ta studentexamen. Före 1968 var det tradition att abiturienterna bar en speciell mössa, en abiturientmössa, ofta dekorerad med symboler som visade på deras förväntade resultat i studentexamen. Även om studentexamen och begreppet abiturient försvann i Sverige, lever traditionerna kring mössan och studentfirandet kvar, även om de ser lite annorlunda ut idag. 

## Gymnasium i Sverige på 1950-talet
Under 1950- och 1960-talen genomgick det svenska gymnasiet stora förändringar. Från att ha varit indelat i linjer som latin-, reallinje och den nyare allmänna linjen, övergick man mot en mer enhetlig gymnasieskola. Detta skedde parallellt med införandet av grundskolan och en reformering av hela utbildningssystemet. På 1950-talet var linjefördelningen på gymnasiet indelat i  latinlinjen, reallinjen och den allmänna linjen med social och språklig gren. Utöver allmänna gymnasiet fanns det separata handelsgymnasier och tekniska gymnasier. Kvällsgymnasier infördes, vilket gav fler möjlighet att studera.

### Handelsgymnasium
Handelsgymnasium var en del av det äldre gymnasiesystemet före 1970-talet. Handelsgymnasierna specialiserade sig på att förbereda eleverna för yrken och utbildning inom handel, ekonomi och administration och liknande områden. Handelsgymnasium fanns i Sverige som en separat skolform fram till 1971. År 1971 slogs handelsgymnasium, fackskola och yrkesskola samman till den gemensamma gymnasieskolan. 
Ett exempel är Frans Schartaus Handelsinstitut, som grundades redan 1865 och erbjöd utbildning på gymnasial nivå. Handelsinstitutet var en utbildningsinrättning för handeln och köpmansyrket på en nivå motsvarande realskola och gymnasieskola. Handelsgymnasium var en del av det äldre gymnasiesystemet före 1970-talet, och specialiserade sig på utbildning inom handel, ekonomi och administration. Stockholms stad övertog Frans Schartaus Handelsinstitut 1952. Genom en fusion bildades ett kommunalt handelsgymnasium med namnet Stockholms stads handelsgymnasium/Frans Schartaus handelsinstitut. Året efter förlades all undervisning till byggnaden på Stigbergsgatan 26 på Södermalms höjder. Under åren 1945-1958 hade handelsgymnasiet en egen styrelse. 1958-1963 löd handelsgymnasiet under Stockholms stads yrkesskolstyrelse varefter det underställdes Stockholms skoldirektion. Frans Schartaus Handelsgymnasium ligger idag på Blekingegatan 55 i Stockholm. Där ligger nu P A Fogelströms gymnasium finns och dit de flyttade hösten 2018 efter en omfattande renovering. P A Fogelströms gymnasium är inhyst i byggnaden på Stigbergsgatan 26, som byggdes 1915 till Frans Schartaus handelsinstitut. År 2017 bytte handelsgymnasiet lokal och flyttade till Blekingegatan. Det är beläget i hörnet av Blekingegatan och Götgatan, nära Skanstulls tunnelbanestation. Skolan är en del av Stockholms stads yrkeshögskola och erbjuder både distansutbildningar och utbildningar i klassrum. De som studerar i klassrum har sina lektioner på Blekingegatan 55.

### Tekniskt gymnasium
Tekniskt gymnasium var under 1950- och 1960-talen en viktig del av den dåvarande svenska läroverksstrukturen. De tekniska gymnasierna erbjöd specifika linjer eller program med teknisk inriktning, som förberedde elever för tekniska karriärer. De hade utbildning med fokus på tekniska ämnen och förberedde elever för högre tekniska studier eller yrkesliv inom teknikområdet. Dessa gymnasier var en del av en större utbildningsreform som senare integrerades i en större skolreform.

### Kvällsgymnasium
Kvällsgymnasierna var ett viktigt steg i att ge vuxna möjlighet till formell utbildning och bidrog till att öka antalet personer med gymnasiekompetens i Sverige, enligt Skolverket. De startades främst för vuxna som ville komplettera sin utbildning och skaffa sig gymnasiekompetens på kvällstid. Fler vuxna önskade studera vidare efter realskola eller flickskola och kvällsgymnasierna blev populära bland kvinnor, som ansågs vara en "begåvningsreserv", enligt Lärarnas Historia. Det var studieförbundet Folkuniversitetet som startade det första kvällsgymnasiet för vuxna 1953. Därefter var det fler studieförbund och kommuner som följde efter och startade egna kvällsgymnasier. Under 1960-talet kommunaliserades kvällsgymnasierna. De utvecklades senare till det som idag kallas Komvux (kommunal vuxenutbildning).

### Införande av allmän linje på gymnasiet
Allmän linje på gymnasiet infördes således på 1950-talet, som en del av den dåvarande teoretiska utbildningen och som ett alternativ till de mer klassiska linjerna. Allmänna linjen var ett alternativ till latinlinjen och reallinjen, och erbjöd en nyspråklig eller social gren. Före 1966 bestod gymnasieskolan således av deolika linjerna som latinlinjen, reallinjen och allmänna linjen. På 1970-talet påbörjades en reform av gymnasieskolan, vilket ledde till att de olika linjerna gradvis ersattes av nationella program och individuella program. Senare, under 1970-talet, ersattes de olika linjerna av nationella program och individuella program. Riksdagen beslöt år 1964 att inrätta ett nytt gymnasium, som var uppdelad på fem linjer: humanistisk linje (motsvarande latinlinjen), naturvetenskaplig linje, samhällsvetenskaplig linje (närmst motsvarande reallinjen), ekonomisk linje samt teknisk linje. Alla fem linjerna var treåriga, den tekniska linjen hade även ett fjärde påbyggnadsår. År 1964 beslöt riksdagen även att alla gymnasier skulle vara kommunala och genom ett riksdagsbeslut 1968 infördes det nya integrerade gymnasiet. En ny läroplan togs fram och började tillämpas från 1971. Namnet ändrades samtidigt från gymnasium till gymnasieskola. Detta var en markering att den traditionella urvals- och examensgymnasiet var avslutat.

## Gymnasium i Sverige på 1960-talet och 1970-talet
I det svenska skolväsendet var 1960-talet en reformintensiv period av stora förändringar och man försökte möta kraven från ett modernare samhälle. Utredningen om skolväsendet involverade även näringsliv, förvaltning och högskolor för att se till att utbildningen förberedde eleverna väl för framtiden. Det uppstod en ökad efterfrågan på gymnasieplatser i och med demografiska förändringar, som en ökande befolkning, som ledde till ett ökat tryck på gymnasieskolan. 1960-talets gymnasieutredning och fackskoleutredningen arbetade för att skapa ett enhetligt kommunalt gymnasium. En gymnasie- och fackskolereform kom 1964 genom en proposition som föreslog en kommunal gymnasieskola som skulle ersätta de gamla gymnasierna och ett nytt kommunalt alternativ, fackskolan. En reform syftade till att integrera utbildningar från tekniska gymnasier, handelsgymnasier och yrkesskolor i den nya gymnasieskolan. Den nya gymnasieskolan, kallad Lgy 70, började tillämpas från 1971/72. Lgy 70 var en läroplan för gymnasieutbildning i Sverige, där skolformerna fackskola, gymnasium och yrkesskola slogs samman till gymnasieskola. Läroplanen medförde bland annat avskaffandet av studentexamen samt bokstavsbetyg, vilka ersattes med sifferbetyg. Detta nämns också längre ner i texten under rubriken "Läroplan för gymnasieutbildningen i Sverige". Kommunal Vuxenutbildning (Komvux) inrättades. Komvux inrättades formellt 1968. Ursprungligen var det tänkt som en parallell till ungdomsskolan för att ge vuxna samma möjligheter till gymnasiekompetens. Under 1980-talet utvecklades Komvux till en egen skolform med en egen läroplan. De olika reformerna syftade till att skapa studievägar inom gymnasiet och fackskolan som bättre skulle svara mot elevernas önskemål och samhällets behov. Genom reformerna ökade tillgängligheten till gymnasial utbildning för fler elever. Praktiska, tekniska och yrkesinriktade utbildningar integrerades i den nya gymnasieskolan. 

## Utvecklingen av den svenska gymnasieskolan
Den moderna svenska gymnasieskolans första läroplan kom 1970 (Lgy 70), nästa kom 1994 (Lpf 94) och den nuvarande 2011 (Gy 2011) som reviderades på nytt 2021. Läroplanerna för både grundskola och gymnasium reviderades 2021-2022. Läroplanen anger de värden som skolan ska bygga sin undervisning på och de mål som eleven ska nå (kunskapskrav).

### Läroplan för gymnasiet 1965
Läroplan för gymnasiet 1965, (Lgy 65), var den första läroplanen för det moderna svenska gymnasiet som infördes 1970, men den beskriver också den läroplan som gällde innan dess, alltså 1965 års läroplan. 1965 års läroplan för gymnasiet beskriver gymnasieskolan som den såg ut innan den nuvarande gymnasieskolan bildades 1970. Läroplanen var en del av en större reform av skolsystemet, men föregick den läroplan som formellt heter Lgy 70. Den kan ses som en del av en historisk kontext för att förstå utvecklingen av den svenska gymnasieskolan. 
Med Lgy 65 kom de tidigare separat organiserade fackgymnasierna att integreras i det allmänna gymnasiet som fick 5 linjer: Humanistisk, Samhällsvetenskaplig, Ekonomisk, Naturvetenskaplig och Teknisk. Lgy 1965 är inte en specifik skolreform eller läroplan. Det syftar troligen på läroplanerna för gymnasiet och fackskolan som infördes 1965. Dessa läroplaner var en del av en större reformvåg inom den svenska skolan under 1960-talet, där man strävade efter att öka gymnasieplatser och anpassa utbildningen till samhällets behov. Resultatet av dessa reformer, inklusive Lgy 1965, ledde så småningom fram till den integrerade gymnasieskolan, Lgy 70, som infördes 1971. Med Lgy 1965 fick gymnasiet och fackskolan nya läroplaner och man såg över innehållet och arbetsformerna i dessa skolformer.

### Läroplan för gymnasieutbildningen i Sverige
Läroplanen för gymnasieutbildningen i Sverige (Lgy 70) innebar att i den läroplanen sammanslogs fackskola, gymnasium och yrkesskola  till gymnasieskola. Beslutet togs den 14 maj 1970, och kom att gälla från den 1 juli 1971. Den var ett av de sista stegen i övergången från parallellskolsystemet till enhetsskola. Resultatet av dessa reformer, inklusive Lgy 1965, ledde så småningom fram till den integrerade gymnasieskolan, Lgy 70, som infördes 1971. Resultatet av detta innebar att de svenska gymnasieskolor, som tidigare hette gymnasium, fackskola och yrkesskola, sammanslogs 1971 till dagens gymnasieskola.
Läroplanen för gymnasieutbildningen medförde bland annat avskaffandet av studentexamen samt att  skolbetygen, som bestod av bokstavsbetyg ersattes med sifferbetyg. Svensk studentexamen, som kallades mogenhetsexamen mellan 1878 och 1905, avskaffades således 1968. Studentexamen blev studenten. Redan år 1964 fattade riksdagen beslut om att avskaffa studentexamen i Sverige av flera olika skäl. Läroplanen användes fram till och med 1994, då den ersattes av Lpf 94. Gymnasieskolan är en frivillig skolform för elever som har gått ut grundskolan och vill fortsätta sin utbildning. Den erbjuder en mängd olika program och inriktningar, både yrkesförberedande och studieförberedande. Läroplan 1970 (Lgy 70) var den första läroplanen för det moderna gymnasiet. Den infördes samtidigt som man slog ihop de tidigare gymnasieformerna (reallinjen, humanistiska linjen etc.) till en gemensam gymnasieskola. Den innebar en tydlig skillnad jämfört med tidigare läroplaner (som Lgy 65). 

### Läroplan för frivilliga skolformer i Sverige
Läroplan för de frivilliga skolformerna i Sverige (Lpf 94) infördes 1994 och reglerar flera typer av skolor i Sverige. De frivilliga skolformerna inkluderar gymnasieskolan, gymnasiesärskolan, den kommunala vuxenutbildningen (komvux), statens skolor för vuxna (en distansutbildningsskola i Sverige) samt vuxenutbildningen för utvecklingsstörda. Dessa skolformer är inte obligatoriska, vilket innebär att elever eller vuxna själva väljer att delta i dem efter att ha fullföljt den obligatoriska skolan. I Lpf 94 redogörs för skolans värdegrund och uppgifter, samt mål och riktlinjer. I de senare regleras bland annat kunskaper, normer och värden, elevernas ansvar och inflytande, bedömning och betyg samt rektors ansvar. Reformen följdes av Gy 2011.

### Läroplan för gymnasieskola 2011
Läroplan, examensmål och gymnasiegemensamma ämnen för gymnasieskola 2011 (Gy 2011) är en läroplan med mera som innebar omfattande förändring av Sveriges gymnasieutbildning. Reformen gällde från och med läsåret 2011/2012.

## Sammanfattning
Sammanfattningsvis kan sägas att Lgy 65 refererar till läroplanen för gymnasiet före 1970, medan Lgy 70 är den första läroplanen för det moderna gymnasiet som infördes 1970. 
Fram till 1970 års läroplan för gymnasieskolan - Lgy 70 - var gymnasium (gymnasiet) den teoretiska sekundärutbildningen i Sverige. Gymnasiets lärokurs var delad på två bildningslinjer, latinlinjen (latingymnasium) och reallinjen (realgymnasium), vilka omfattade tre eller fyra ettåriga klasser, så kallade "ringar". Gymnasiestudierna avslutades då normalt med studentexamen, en examen som i Sverige anordnades sista gången 1968
Gymnasiereformen 1991 innebar en mer omfattande omorganisation av gymnasieskolan, där alla program i teorin gav behörighet till högskolan. De nationella programmen ersatte de tidigare linjerna och erbjuder en mer strukturerad och fördjupad utbildning inom olika områden. De individuella programmen är utformade för elever som behöver en mer individuell anpassning av sin utbildning.
Gymnasiereformen Läroplan för de frivilliga skolformerna (Lpf 94) infördes 1994 och reglerar flera typer av skolor i Sverige, nämligen gymnasieskolan, gymnasiesärskolan, den kommunala vuxenutbildningen, statens skolor för vuxna samt vuxenutbildningen för utvecklingsstörda. I Lpf 94 redogörs för skolans värdegrund och uppgifter, samt organisatoriskt må] och riktlinjer. I de senare regleras bland annat kunskaper, normer och värden, elevernas ansvar och inflytande, bedömning och betyg samt rektors ansvar.

## Översikt över de olika gymnasielinjerna
Gymnasielinje kallades den svenska gymnasieskolans olika inriktningar åren 1927–1991. Före 1966, och under större delen av 1900-talet var det svenska systemet för teoretisk (studieförberedande) utbildning följande:
- Allmänt gymnasium
  - Latinlinjen
    - Helklassisk eller Halvklassisk gren

  - Reallinjen
    - Matematisk eller Biologisk gren

  - Allmänna linjen (infördes under 1950-talet)
    - Nyspråklig eller Social gren
- Handelsgymnasium
- Tekniskt gymnasium

Än i dag finns denna indelning till det yttre kvar på många större gymnasieskolorter i Sverige. Exempel: Ett tidigare tekniskt gymnasium som numera är gymnasieskola har ofta eller oftast tekniska program, medan ett tidigare allmänt gymnasium på samma ort ger de program som inte innefattar mer resurskrävande yrkesinriktade ämnen.
Från 1955 till 1966 fanns statliga så kallade försöksgymnasier, som i första hand var avsedd för manliga och kvinnliga elever som genomgått enhetsskolans klass 9g (hälften av eleverna tillhörde då denna kategori), men även för elever med realexamen. Senare kommunaliserades försöksgymnasierna.
År 1971 sammanslogs skolformerna gymnasium, fackskola och yrkesskola i Sverige till gymnasieskola.

## Bildexempel på några svenska gymnasier

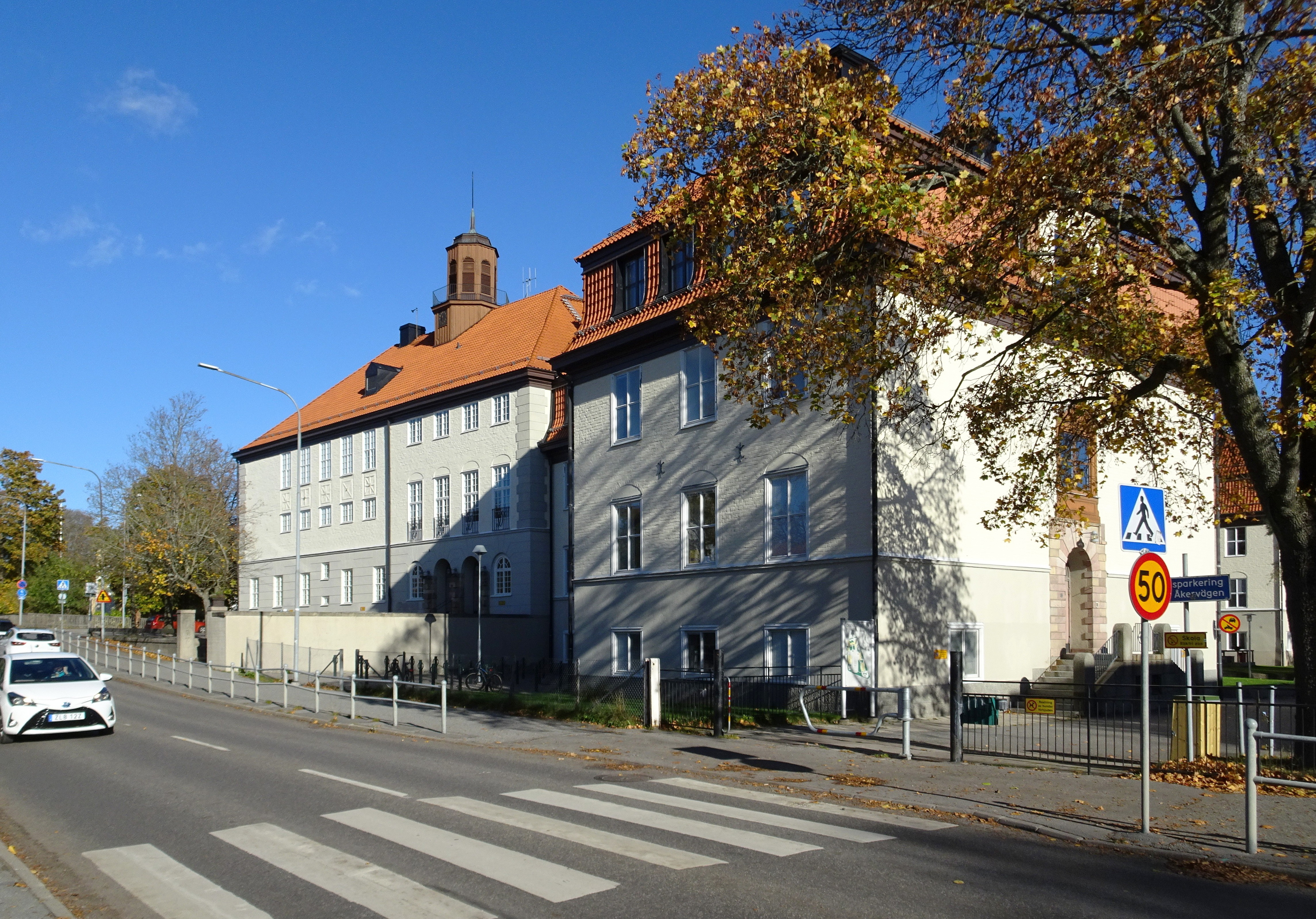
Hersby gymnasium.
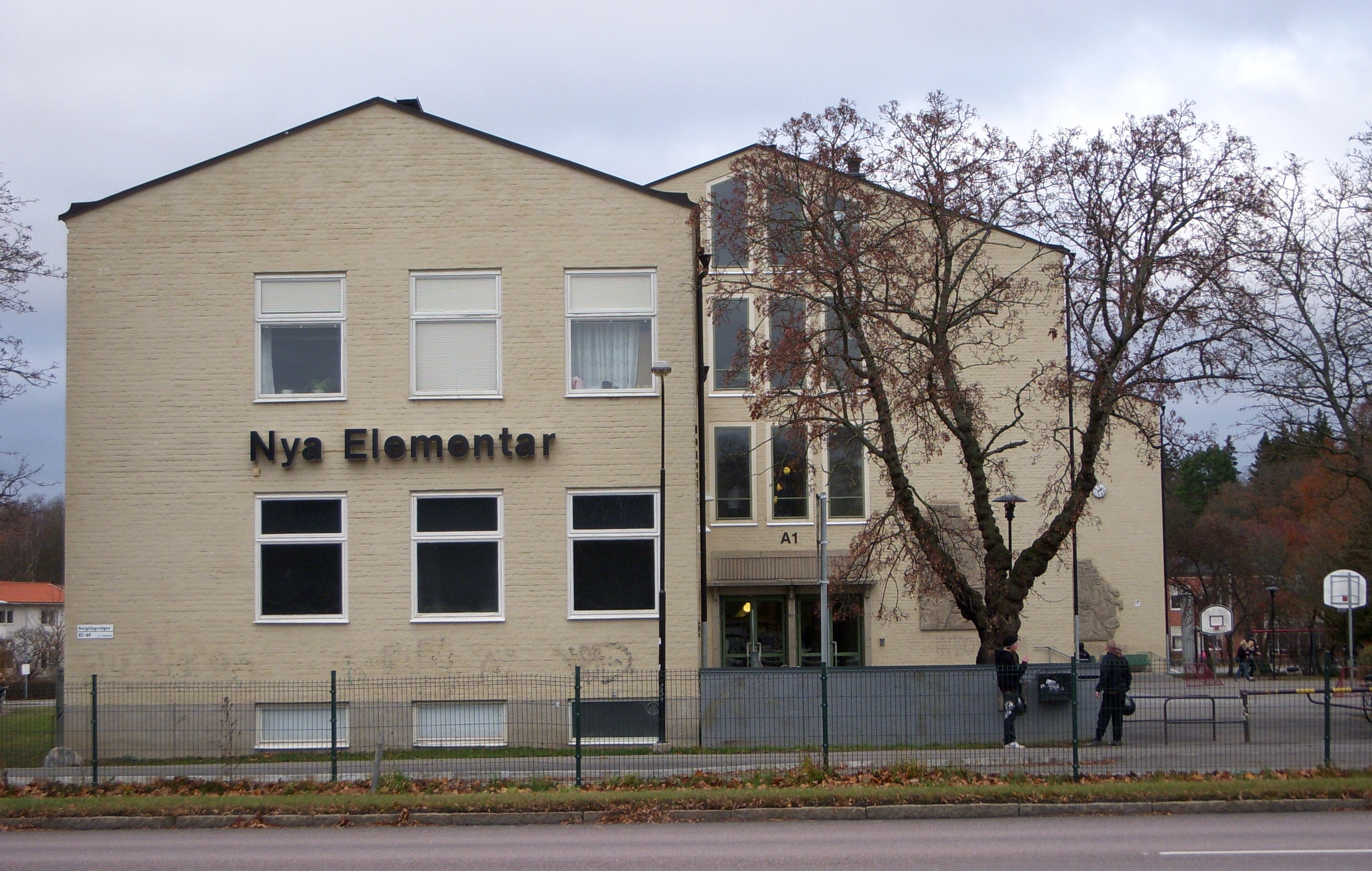
Nya Elementar.
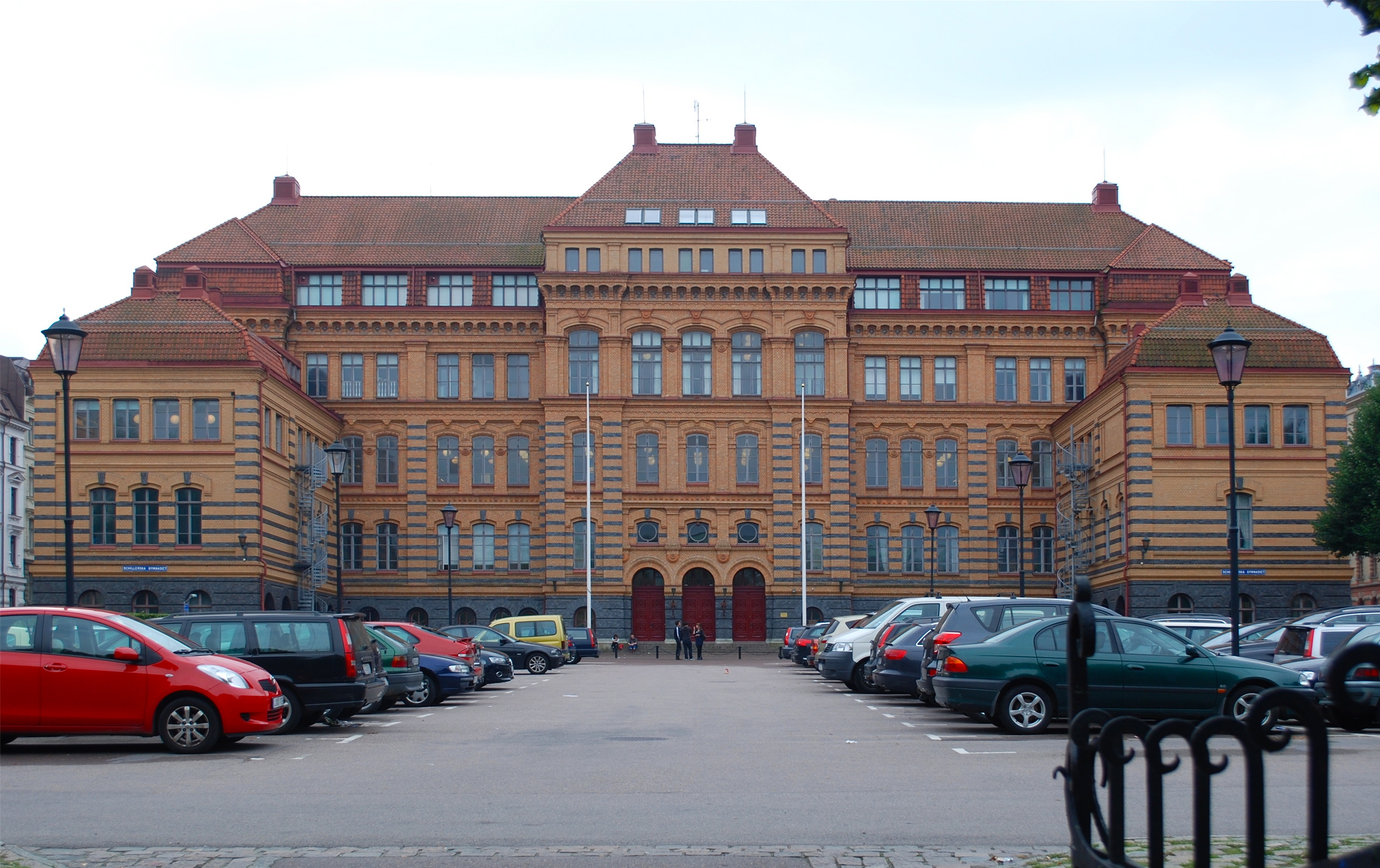
Schillerska gymnasiet.
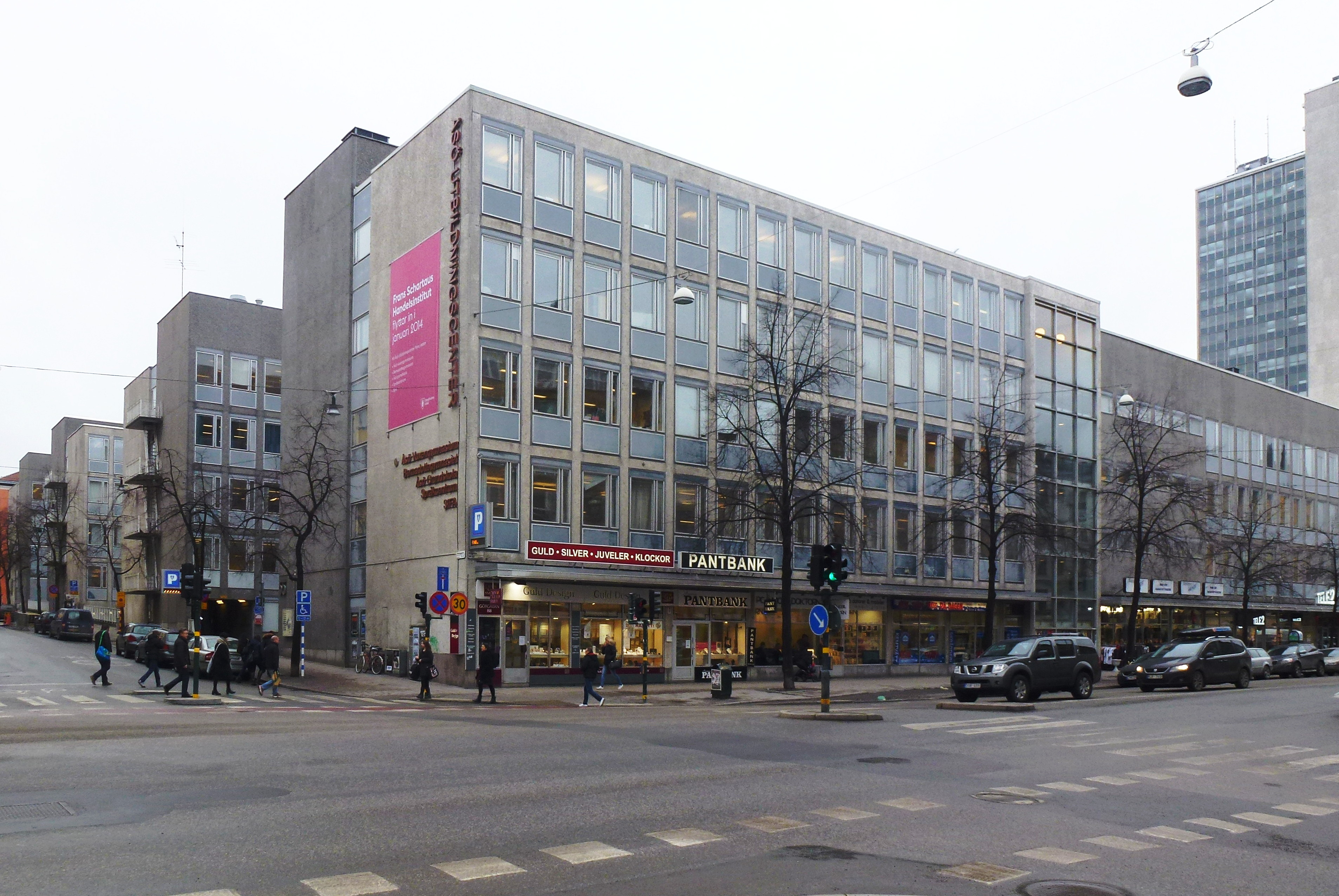
Åsö gymnasium.